# Solenophora insignis
Solenophora insignis är en tvåhjärtbladig växtart som först beskrevs av Martens och Henri Guillaume Galeotti, och fick sitt nu gällande namn av Johannes von Hanstein. Solenophora insignis ingår i släktet Solenophora och familjen Gesneriaceae. Inga underarter finns listade i Catalogue of Life.